# Anthrenus boyesi
Anthrenus boyesi is een keversoort uit de familie spektorren (Dermestidae). De wetenschappelijke naam van de soort werd in 2004 gepubliceerd door Jiří Háva.